# Merlin de Thionville
Antoine Christophe Merlin (ur. 13 września 1762 w Thionville, zm. 14 września 1833 w Paryżu) – w okresie rewolucji francuskiej członek kilku organów ustawodawczych. W źródłach często bywa nazywany Merlinem z Thionville w celu rozróżnienia go od Philippe-Antoine'a Merlina de Douai.  

## Życiorys
Urodził się w Thionville jako syn prokuratora balitwatu Thionville (jednostka terytorialna w przedrewolucyjnej Francji). Po studiach teologicznych rozpoczął karierę prawniczą. W roku 1788 został adwokatem w miejscowym parlamencie w Metz. W roku 1790 wybrano go na miejskiego urzędnika w Thionville. Ponadto został posłem departamentu Mozeli do Legislatywy. 23 października 1791 przeniósł się do komitetu nadzorczego. Był pomysłodawcą wprowadzenia przepisu pozwalającego na konfiskatę posiadłości emigrantów. Odegrał istotną rolę w manifestacjach (émeute) z 20 lipca 1792 roku oraz w wydarzeniach z 10 sierpnia tego samego roku, prowadzących do obalenia monarchii.
Merlin de Thionville został posłem do Konwentu. Zdecydowanie opowiadał się za egzekucją Ludwika XVI. Nie  uczestniczył jednak w procesie króla ze względu na pobyt na misji w armii, w której pełnił urząd komisarza Konwentu (Représentant en mission). Podczas obrony Mainz odznaczył się odwagą. Brał udział w przewrocie termidoriańskim, który doprowadził do upadku Robespierre'a.
Merlin de Thionville zasiadał w Radzie Pięciuset w okresie rządów Dyrektoriatu. Podczas zamachu stanu 18 fruktidora (czyli 4 września 1797 według kalendarza gregoriańskiego) domagał się deportowania niektórych posłów republikańskich. W roku 1798 odszedł z Rady Pięciuset. W zamian za to został ustanowiony generalnym dyrektorem poczty francuskiej. Następnie wysłano go do Włoch z zadaniem organizacji tam armii. Po wprowadzeniu rządów Konsulatu wycofał się z życia publicznego. Przez cały okres Konsulatu oraz Cesarstwa przebywał w stanie spoczynku. 